# Fondation Napoléon
De Fondation Napoléon is een Franse stichting van openbaar nut die is opgericht in 1987 en als doel heeft om enerzijds bij te dragen tot de kennis over het Eerste Franse Keizerrijk (1804-1815) en het Tweede Franse Keizerrijk (1852-1870) en anderzijds om het napoleontische erfgoed te ontwikkelen.

## Doelstellingen en taken
De Fondation Napoléon ondersteunt onderzoek naar de geschiedenis van beide Franse Keizerrijken door ieder jaar zeven beurzen uit te reiken aan Franse of buitenlandse studenten. Ze kent ook drie onderscheidingen toe om de academische wereld en het ruimere te informeren over zowel Franstalige als anderstalige innovatieve werken ter zake. De stichting ondersteunt ook symposia en evenementen en publiceert wetenschappelijke boeken en tentoonstellingscatalogi. Ze is zelf ook organisator van verscheidene evenementen, zoals symposia, conferenties, concerten en tentoonstellingen.